# Przetoka nadłonowa
Przetoka nadłonowa, cystofiks - dojście do pęcherza moczowego wytworzone nad kością łonową. Stanowi ona alternatywę dla konwencjonalnych cewników i zakładana jest częściej, jeśli przewiduje się, że mocz będzie musiał być odprowadzany przez dłuższy czas, ponieważ daje większy komfort. W celu założenia przetoki nadłonowej do maksymalnie napełnionego pęcherza moczowego wkłuwa się przez skórę i ścianę jamy brzusznej igłę z prowadnikiem. Przez tę igłę wprowadza się do pęcherza cienki dren.
Prawidłowe położenie drenu w pęcherzu moczowym kontroluje się za pomocą ultrasonografii. Następnie igłę usuwa się, a dren przyszywa się do skóry. Cystofiks stosuje się w znieczuleniu miejscowym lub ogólnym, podczas wymieniania cewnika (najczęściej co 3 miesiące) zwykle nie jest wymagane znieczulenie.

Przeczytaj ostrzeżenie dotyczące informacji medycznych i pokrewnych zamieszczonych w Wikipedii.